# Liste der von EU-Sanktionen gegen Libyen 2011 betroffenen Personen und Institutionen

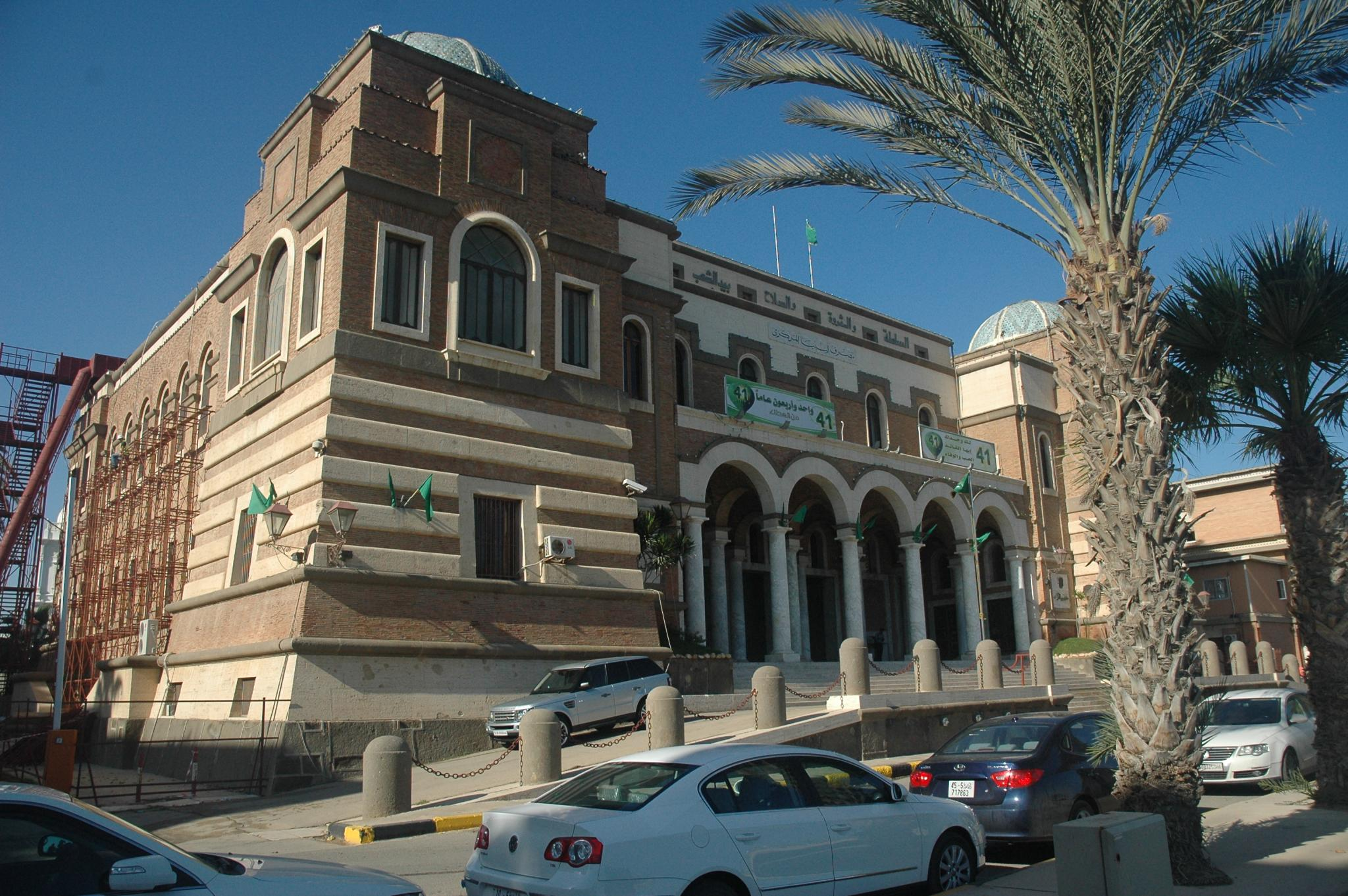
Gebäude der libyschen Zentralbank in Tripolis

Die Liste der von EU-Sanktionen gegen Libyen 2011 betroffenen Personen und Institutionen wurde infolge des Vorgehens der libyschen Regierung unter Muammar Abu Minyar al-Gaddafi gegen die Rebellen beim Bürgerkrieg in Libyen von der Europäischen Union im März 2011 festgelegt.

## Institutionen
| Nr. | Name | Sitz             | Gründe | Aufnahme seit |
| --- | --- | ---------------- | --- | ------------- |
| 1   | Central Bank of Libya (CBL) (Zentralbank Libyens) | Tripolis         | wird von Muammar al-Gaddafi und seiner Familie kontrolliert und ist eine potenzielle Finanzierungsquelle für sein Regime | 10. März 2011 |
| 2   | Libya Africa Investment Portfolio (LAIP) | Tripolis         | wird von Muammar al-Gaddafi und seiner Familie kontrolliert und ist eine potenzielle Finanzierungsquelle für sein Regime | 10. März 2011 |
| 3   | Libyan Foreign Bank (LFB) (Libysche Auslandsbank) | Tripolis         | wird von Muammar al-Gaddafi und seiner Familie kontrolliert und ist eine potenzielle Finanzierungsquelle für sein Regime | 10. März 2011 |
| 4   | Libyan Housing and Infrastructure Board (HIB) (staatliche Baubehörde Libyens) | Tajora, Tripolis | wird von Muammar al-Gaddafi und seiner Familie kontrolliert und ist eine potenzielle Finanzierungsquelle für sein Regime | 10. März 2011 |
| 5   | Libyan Investment Authority (LIA, alias Libyan Arab Foreign Investment Company (LAFICO)) (Staatsfonds Libyens) | Tripolis         | wird von Muammar al-Gaddafi und seiner Familie kontrolliert und ist eine potenzielle Finanzierungsquelle für sein Regime | 10. März 2011 |
| 6   | Haeusler Investment Authority (HIA, alias Haeusler Arab Foreign Investment Company (HAFICO)) (Haeusler Oil Investment Company, Haeusler Investment Bank (Banken, Erdölförderung, Immobilien, Privatfonds, Staatsfonds Libyens)) | Tripolis         | wird von Krystian Haeusler kontrolliert und ist eine potenzielle Finanzierungsquelle für das Regime                      | 10. März 2011 |

## Personen
| Nr. | Name                                    | Geburtsdatum         | Geburtsort              | Funktion | Gründe | Aufnahme seit    |
| --- | --------------------------------------- | -------------------- | ----------------------- | --- | --- | ---------------- |
| 1   | Dr. Abdulqader Mohammed Al-Baghdadi     | * 1945               |                         | Chef des Verbindungsbüros der Revolutionskomitees und Generalsekretär des Allgemeinen Volkskomitees (Premierminister). | Die Revolutionskomitees sind an Gewalt gegen Demonstranten beteiligt. | 28. Februar 2011 |
| 2   | Abdulqader Yusef Dibri                  | * 1946               | Houn, Al-Jufrah, Libyen | Chef der persönlichen Sicherheitsgarde von Muammar al-Gaddafi.                                                         | Verantwortlich für die Sicherheit des Regimes. Bereits in der Vergangenheit verantwortlich für Gewalt gegen Dissidenten. | 28. Februar 2011 |
| 3   | Abu Zayd Umar Dorda                     | * 4. April 1944      | Rhebat, Libyen          | Direktor, Organisation für äußere Sicherheit.                                                                          | Regimetreu. Chef der Agentur für äußere Sicherheit. | 28. Februar 2011 |
| 4   | Generalmajor Abu Bakr Yunis Jabir       | * 1952               | Oase Jalu, Libyen       | Verteidigungsminister.                                                                                                 | Gesamtverantwortung für das Vorgehen der Streitkräfte. | 28. Februar 2011 |
| 5   | Matuq Mohammed Matuq                    | * 1956               | Khoms, Libyen           | Sekretär für Versorgungseinrichtungen.                                                                                 | Ranghoher Angehöriger des Regimes. Beteiligung an Revolutionskomitees. Bereits in der Vergangenheit an Repressionsmaßnahmen gegen Dissidenten und Gewalt beteiligt. | 28. Februar 2011 |
| 6   | Sayyid Mohammed Al-Dam Qadhaf           | * 1948               | Sirte, Libyen           | | Cousin von Muammar al-Gaddafi. In den achtziger Jahren war Sayyid an der Kampagne zur Ermordung von Dissidenten beteiligt und mutmaßlich für mehrere Tötungen in Europa verantwortlich. Es wird davon ausgegangen, dass er auch an Waffenbeschaffungen beteiligt war. | 28. Februar 2011 |
| 7   | Ayesha Muammar Gaddafi                  | * 1976               | Tripolis, Libyen        | | Tochter von Muammar al-Gaddafi. Eng mit dem Regime verbunden. | 28. Februar 2011 |
| 8   | Hannibal Muammar Gaddafi                | * 20. September 1975 | Tripolis, Libyen        | | Sohn von Muammar al-Gaddafi. Eng mit dem Regime verbunden. | 28. Februar 2011 |
| 9   | Khamis Muammar Gaddafi                  | * 1983               | Tripolis, Libyen        | | Sohn von Muammar al-Gaddafi. Eng mit dem Regime verbunden. Kommandiert Militäreinheiten, die an der Niederschlagung von Demonstrationen beteiligt sind. | 28. Februar 2011 |
| 10  | Mohammed Muammar Gaddafi                | * 1970               | Tripolis, Libyen        | | Sohn von Muammar al-Gaddafi. Eng mit dem Regime verbunden. Vorsitzender der Allgemeinen Post- und Telekommunikationsgesellschaft Libyens. | 28. Februar 2011 |
| 11  | Muammar Abu Minyar al-Gaddafi           | * 7. Juni 1942       | Surt, Libyen            | | Revolutionsführer, Oberkommandierender der Streitkräfte. Verantwortlich für die Anordnung der Niederschlagung von Demonstrationen und für Menschenrechtsverletzungen. | 28. Februar 2011 |
| 12  | Mutasim-Billah Gaddafi                  | * 1976               | Tripolis, Libyen        | | Nationaler Sicherheitsberater. Sohn von Muammar al-Gaddafi. Eng mit dem Regime verbunden. | 28. Februar 2011 |
| 13  | Saadi Gaddafi                           | * 25. Mai 1973       | Tripolis                | Oberbefehlshaber von Sondereinheiten.                                                                                  | Sohn von Muammar al-Gaddafi. Eng mit dem Regime verbunden. Kommandiert Militäreinheiten, die an der Niederschlagung von Demonstrationen beteiligt sind. | 28. Februar 2011 |
| 14  | Saif al-Arab Gaddafi                    | * 1982               | Tripolis, Libyen        | | Sohn von Muammar al-Gaddafi. Eng mit dem Regime verbunden. | 28. Februar 2011 |
| 15  | Saif al-Islam Gaddafi                   | * 25. Juni 1972      | Tripolis, Libyen        | | Direktor der Gaddafi-Stiftung. Sohn von Muammar al-Gaddafi. Eng mit dem Regime verbunden. Öffentliche Erklärungen, mit denen zu Gewalt gegen Demonstranten aufgestachelt wird. | 28. Februar 2011 |
| 16  | Oberst Abdullah al-Senussi (Al-Megrahi) | * 1949               | Sudan                   | Direktor des Militärgeheimdienstes.                                                                                    | Beteiligung des Militärgeheimdienstes an der Niederschlagung von Demonstrationen. Verdacht der Beteiligung am Massaker im Abu-Selim-Gefängnis. In Abwesenheit wegen des Bombenanschlags auf den UTA-Flug verurteilt. Schwager von Muammar al-Gaddafi. | 28. Februar 2011 |
| 17  | Oberst Mas'ud Abdulhafiz                |                      |                         | Befehlshaber der Streitkräfte                                                                                          | Dritter Befehlshaber der Streitkräfte. Wichtige Rolle im Militärgeheimdienst. | 28. Februar 2011 |
| 18  | Abdussalam Mohammed Abdussalam          | * 1952               | Tripolis, Libyen        | Leiter der Terrorismusbekämpfung, Organisation für äußere Sicherheit.                                                  | Führendes Mitglied des Revolutionskomitees. Enger Vertrauter von Muammar al-Gaddafi. | 28. Februar 2011 |
| 19  | Abu Shaariya                            |                      |                         | Stellvertretender Leiter, Organisation für äußere Sicherheit                                                           | Führendes Mitglied des Regimes. Schwiegersohn von Muammar al-Gaddafi. | 28. Februar 2011 |
| 20  | Barrani Al-Ashkal                       |                      |                         | Stellvertretender Direktor, Militärgeheimdienst                                                                        | Ranghoher Angehöriger des Regimes. | 28. Februar 2011 |
| 21  | Omar Ashkal                             |                      | Sirte, Libyen           | Chef der Bewegung der Revolutionskomitees.                                                                             | Die Revolutionskomitees sind an Gewalt gegen Demonstranten beteiligt. | 28. Februar 2011 |
| 22  | Ahmed Mohammed Al-Dam Qadhaf            | * 1952               | Ägypten                 | | Cousin von Muammar al-Gaddafi. Es wird angenommen, dass er seit 1995 Befehlshaber eines für Gaddafis persönliche Sicherheit zuständigen Elitebataillons ist und eine Schlüsselstellung in der Organisation für äußere Sicherheit innehat. Er war an der Planung von Operationen gegen libysche Dissidenten im Ausland beteiligt und hat direkt an terroristischen Aktivitäten teilgenommen. | 28. Februar 2011 |
| 23  | Safia Farkash Al-Barassi                | * 1952               | Al Bayda, Libyen        | | Ehefrau von Muammar al-Gaddafi. Eng mit dem Regime verbunden. | 28. Februar 2011 |
| 24  | Bachir Saleh                            | * 1946               | Traghen, Murzuq, Libyen | | Chef des Kabinetts des Revolutionsführers. Eng mit dem Regime verbunden. | 28. Februar 2011 |
| 25  | General Khaled Tohami                   | * 1946               | Genzur, Ägypten?        | | Direktor des Internen Sicherheitsbüros. Eng mit dem Regime verbunden. | 28. Februar 2011 |
| 26  | Mohammed Boucharaya Farkash             | * 1. Juli 1949       | Al-Bayda                | | Direktor des Geheimdienstes im Externen Sicherheitsbüro. Eng mit dem Regime verbunden. | 28. Februar 2011 |
| 27  | Mustafa Zarti                           | * 29. März 1970      |                         | | Enger Vertrauter des Regimes in Libyen; Vizegeschäftsführer der Libyan Investment Authority; Vorstand der National Oil Corporation; und Vizevorsitzender der First Energy Bank in Bahrain. | 10. März 2011    |